# Primera ofensiva de Alepo
La Primera ofensiva de Alepo fue una campaña lanzada por el Ejército Sirio en la Gobernación de Alepo como parte de la batalla por su capital, en el marco de la Guerra Civil Siria, con el fin de reabrir una ruta de abastecimiento crucial entre el centro del país y Alepo. La ofensiva comenzó el 1 de octubre cuando el ejército atacó el pueblo de Khanasir y, tras dos meses de enfrentamientos, las fuerzas gubernamentales lograron tomar el control de la ruta hacia Alepo y capturar varios pueblos a su alrededor.

## Trasfondo
En junio de 2013, tras la estratégica captura de al-Quseir, las fuerzas gubernamentales lanzaron una ofensiva llamada Tormenta del Norte en la provincia de Alepo, cuyo objetivo era asegurar las líneas de suministro entre los distintos bastiones del gobierno la provincia. Sin embargo, el aumento de la presión rebelde en la provincia de Homs llevó al gobierno a abandonar la ofensiva y desplegar a sus tropas allí, dejando a Alepo vulnerable ante un ataque rebelde.
Meses después, los rebeldes se aprovecharían de esta debilidad estratégica: a fines de julio, lanzaron una ofensiva en el oeste de Alepo, culminando con la captura de varios barrios y una masacre en Khan al-Assal. El 5 de agosto, la Base Aérea de Meneg, asediada desde hacía un año en el norte de la provincia, cayó en manos rebeldes. El 26 de agosto, los rebeldes capturaron Khanasir, cortando la última ruta de suministros gubernamental por vía terrestre hacia Alepo.
Los rebeldes luego centraron su atención en el campo rural en el sur de Alepo y controlado por el gobierno. El 20 de septiembre, una coalición de al menos diez grupos rebeldes, liderados por Ahrar al-Sham y la Brigada Tawhid, lanzaron una ofensiva llamada wal-'Adiyat Dabha contra posiciones gubernamentales entre la zona sur de la ciudad y las fábricas de defensa en las afueras de Al-Safira, pueblo controlado por rebeldes. Se lograron avances significativos durante los primeros seis días de la ofensiva, asegurando los rebeldes haber capturado por lo menos 25 localidades. Como respuesta, las fuerzas gubernamentales en el Aeropuerto Internacional de Alepo se trasladaron al sur para contrarrestar la ofensiva rebelde.

## Ofensiva

### Captura de Khanasir y reapertura de la autopista
Para reabrir las líneas de suministro hasta la ciudad de Alepo, el gobierno lanzó una contraofensiva a lo largo de la llamada «Ruta del Desierto» entre Alepo y al-Salamiya, enviando un gran contingente desde esta última, con gran apoyo aéreo. Khanasir, capturada por los rebeldes en agosto, era el primer objetivo principal del ejército, dado que su posición era crítica para el control de la carretera. 
El 1 de octubre, al menos 20 rebeldes murieron durante el bombardeo de Khanasir y los combates en los alrededores. El pueblo de Jub al-Ghaws, cerca de Khanasir, fue bombardeado por helicópteros. El OSDH reportó que un caza que sobrevolaba Khanasir recibió impacto de fuego rebelde. El 2 de octubre, el ejército sirio progresó hasta Khanasir, tomando el control de varias partes de la ciudad, mientras la Fuerza Aérea atacaba un gran número de combatientes rebeldes por toda la provincia, en Atarib, Khan al-A'sal, Kafrnaha y la base de Meneg.
El 3 de octubre, el ejército recuperó el control de Khanasir, con un saldo de al menos 25 rebeldes y 18 milicianos progubernamentales fallecidos en las 48 horas previas. Sin embargo, las fuerzas leales seguían sin reabrir la carretera hasta Alepo. El 4 de octubre, 8 rebeldes murieron durante los enfrentamientos con el ejército en la montaña de al-Hmeira, cerca de al-Safira.
El 7 de octubre, el ejército consiguió reabrir la ruta de suministros entre Alepo y Khanasir, rompiendo el sitio de Alepo y capturando varias localidades cercanas, como Rasm Okeiresh, Rasm al-Sheikh, Rasm al-Helou, Rasm Bakrou, al-Wawiyeh, Rasm al-Safa, Barzanieh, Jalagheem, Zarraa y Kafar Akkad. Según una fuente de la gobernación, el 8 de octubre el gobierno abrió oficialmente la ruta al paso de civiles y caravanas escoltadas por militares con harina, suministros de comida y combustible destinados a aliviar la presión en Alepo.
El 9 de octubre, los rebeldes masacraron soldados del ejército en un pueblo recientemente capturado por las fuerzas gubernamentales. En otra parte de la provincia, el Ejército tomó el control de los pueblos de Al-Hamam y Al-Qurbatiy, y los rebeldes se retiraron a Al-Qintein y Al-Bouz.

### Caída de al-Safira y Tal Aran
El 10 de octubre, se reportó que entre 16 y 18 civiles perecieron en intensos bombardeos y ataques aéreos en al-Safira. Una de las áreas devastadas fue el mercado del pueblo. Según un rebelde, si las fuerzas de la oposición perdían el control de al-Safira, en cuestión de días perderían todo lo que habían conseguido en Alepo durante el último año. El 11 de octubre, tras algunos enfrentamientos, el gobierno capturó Abu Jurayn, al sur de al-Safira. En los días 17 y 18 de octubre, intensos ataques en la aldea rebelde kurda de Tal Aran dejaron un saldo de 21 civiles muertos y 11 heridos. El pueblo, inicialmente a manos de militantes kurdos, había sido capturado por yihadistas en julio de 2013.
Para el 25 de octubre, más de 130 000 personas huyeron de la ciudad y de sus alrededores.
El 30 de octubre, el ejército penetró en al-Safira y capturó varios edificios en el sur de la ciudad, matando a 10 rebeldes. Al día siguiente, avanzaron también en la zona oriental de la urbe. En la mañana del 1 de noviembre, Safira se encontraba en manos leales.
El 2 de noviembre, las fuerzas gubernamentales, respaldadas por Hezbolá, capturaron el pueblo de Aziziyeh en las afuerzas en el norte de Safira. El 4 de noviembre, tras la pérdida de Al-Safira, el comandante principal del Ejército Libre Sirio en la provincia de Alepo, Abdel Jabar al-Okaidi, presentó su renuncia, debido a que «la falta de unidad y la lucha interna entre los distintos grupos rebeldes había llevado a la pérdida de Safira.»
El 6 de noviembre, el ejército capturó gran parte de Tal Aran, forzando a la oposición a retirarse. La batalla continuó, y para el 10 de noviembre, seguían registrándose enfrentamientos en el pueblo. Al día siguiente, el ejército aseguró el control del pueblo en su totalidad.

### Batalla por la 80.ª Brigada
El 8 de noviembre, poco antes del amanecer, el ejército lanzó un ataque contra los caurteles de la 80.ª Brigada, bajo control rebelde desde febrero de 2013 y ubicada cerca del aeropuerto de Alepo. Con respaldo de tanques y artillería pesada, las fuerzas leales desataron lo que un habitante de Alepo denominó «el ataque más fuerte en más de un año». Un combatiente rebelde afirmó: «No lo vimos venir. El ataque fue una sorpresa total para nosotros.» Según Al-Jazeera, si el Ejército capturaba la base, cortaría la ruta de suministros entre la ciudad de Alepo y el pueblo rebelde de al-Bab, a 30 km de la frontera turca. Por la mañana, el bando leal capturó varias áreas de la base, dejando a la 80.ª Brigada a cargo en gran parte de ella. Durante la tarde, las fuerzas rebeldes, incluyendo al entonces Estado Islámico de Irak y el Levante, recibieron refuerzos y se reagruparon, tras lo cual atacaron la base. Durante los enfrentamientos, más de veinte ataques aéreos y de artillería alcanzaron las posiciones rebeldes. Tras el atardecer, los rebeldes contraatacaron, y para el amanecer del día siguiente, habían conseguido recapturar gran parte de la base, si bien en su interior la lucha continuaba. Durante el asalto, los rebeldes emplearon cohetes BM-21 Grad.
El 10 de noviembre continuaban los combates tanto fuera como dentro de la base. Los rebeldes dispararon contra dos vehículos armados del ejército, mientras que este destruyó un tanque rebelde, matando a 5 combatientes. Por la tarde, la base se encontraba de nuevo bajo control del Ejército. Según el OSDH, 63 rebeldes, –incluyendo al menos 11 mercenarios extranjeros– y 32 soldados murieron durante la batalla. Otro informe aseguraba que la cifra de muertes rebeldes era de entre 60 y 80. Durante el asalto, el ejército estuvo apoyado por combatientes de Hezbolá y milicias progubernamentales.
Para el 11 de noviembre, las fuerzas leales habían capturado una serie de posiciones cercanas, asegurando gran parte del área alrededor del Aeropuerto Internacional de Alepo.

### Ataque en Tal Hasel y el este de Alepo
El 12 de noviembre, el ejército consiguió penetrar hasta el pueblo de al-Naqarin, en las afueras orientales de la ciudad de Alepo. Los activistas de la oposición explicaron que el ejército «lanzó un movimiento de pinza desde el norte y el este, y se estaba acercando a vecindarios rebeldes importantes». Mientras tanto, las fuerzas gubernamentales, apoyadas por tanques, habían capturado dos rascacielos en los barrios de Ashrafieh y Bani Zeid, al norte de la ciudad, y continuaron su avance tras intensos combates urbanos.
El 13 de noviembre, la Fuerza Aérea Siria lanzó bombas de barril contra posiciones rebeldes en Tal Hasel, al sur de Alepo, mientras que el ejército avanzaba hacia el pueblo, lo que ocasionó algunos combates cercanos.
El 14 de noviembre, un ataque aéreo mató al comandante de la inteligencia de la Brigada al-Tawhid e hirió al líder de la unidad, Abdel Qader Saleh, durante una reunión en una base de Alepo. Otro comandante también fue herido. Esa noche, Saleh murió de sus heridas en Turquía. Sin embargo, el deceso se mantuvo en secreto hasta que pudo ser enterrado cuatro días después.
El 15 de noviembre, el ejército capturó Tal Hasel, y los rebeldes se retiraron a uno de sus reductos cerca del pueblo. Al final del día, las fuerzas gubernamentales habían asegurado la carretera de al-Safira que conectaba Alepo con las fábricas de defensa en las afueras de Safira. El mismo día, un excoronel del ejército que comandaba otra brigada rebelde murió en combate en el área de Maaret al-Artiq, al noroeste de la ciudad de Alepo.
El 17 de noviembre, los rebeldes volaron un puente que conectaba Tal Hasel con las fábricas de cables, pilas y tractores, que aún se hallaban bajo su poder, lo que detuvo a los soldados que avanzaban hacia las plantas. Se informó de que otra comitiva militar estaba avanzando hacia el pueblo rebelde de Bellat, en la ruta entre Alepo y al-Bab. Más tarde, fuentes gubernamentales confirmaron la captura de las fábricas de Tal Hasel. Según militantes locales, las fuerzas de la oposición empezaron a retirarse de la localidad de al-Duwayrinah y el área industrial adyacente a Tal Hasel. El mismo día, un grupo de 15 terroristas del Estado Islámico de Irak y el Levante llevaron a cabo una incursión en Tal Aran, muriendo 10 de ellos y 18 soldados, desconociéndose el destino de los otros cinco terroristas.
El 18 de noviembre, la Comisión General de la Revolución Siria indicó que seguía habiendo enfrentamientos en al-Naqarin. Al día siguiente, el ejército capturó al-Duwayrinah. El 24 de noviembre, se reportó que también habían empezado a capturar la zona industrial de Sheikh Najjar, en el noreste de Alepo.
El 30 de noviembre, helicópteros del ejército lanzaron erróneamente bombas de barril sobre un mercado, matando a 26 personas, incluyendo cuatro niños. Al día siguiente los helicópteros atacaron otra vez el pueblo, centrando su ataque contra una base de la Brigada Tawhid, pero volvieron a fallar y bombardearon el mercado de Nafasin en su lugar, matando a 24 personas. La mayoría de los muertos en el segundo ataque eran civiles, aunque también figuraban tres combatientes rebeldes.
A principios de diciembre, el ejército capturó al-Naqarin y avanzó hacia Tiyara, un pueblo al noreste de la Base Aérea de al-Nairab. Por su parte, los rebeldes se retiraron del área industrial de Sheikh Najjar, especialmente de los edificios de la «Zona 3», tras la captura gubernamental de la colina Sheikh Yusuf, con vistas a la Zona 3. El 1 de diciembre, Sama TV informó que el Ejército había logrado capturar Tiyara,  mostrando imágenes de soldados dentro del pueblo.

### Contraataque rebelde
El 21 de noviembre, 15 milicianos progubernamentales murieron luchando contra los rebeldes cerca de la Base 80. Un comandante rebelde se encontraba entre los muertos en la oposición.
El 25 de noviembre, los rebeldes lanzaron un contraataque en el área cerca de Khanasir. Para el día siguiente, los rebeldes habían capturado seis localidades, pero no consiguieron bloquear la ruta para impedir un avance gubernamental. Todas fueron recapturadas por el ejército días más tarde.
El 28 de noviembre, un enfrentamiento en las afueras de Aziza, al oeste del aeropuerto, se saldó con 20 soldados y 11 rebeldes muertos.

## Eventos posteriores
El 7 de diciembre, las Fuerzas Armadas emprendieron otra ofensiva, denominada Operación Estrella de Canopus, con el objetivo de rodear Alepo y cortar las líneas de abastecimiento rebeldes.